# Polycentropus pirisinui
Polycentropus pirisinui là một loài Trichoptera trong họ Polycentropodidae. Chúng phân bố ở miền Cổ bắc.